# Капан хан
Капан хан (на македонска литературна норма: Капан ан) е стар хан в Старата чаршия в столицата на Северна Македония, Скопие.
Ханът е изграден в средата на XV век. Негов ктитор е скопският комендант Иса бей. Сградата функционира като хан до Втората световна война. Името на Капан хан идва от големия обществен кантар (на арабски: кабан), разположен в хана или пред неговите порти, на който била мерена докараната стока. Площта на Капан хан е 1086 m2. Ханът има 2 входа, приземие и кат - жилищен етаж. Има общо 44 помещения, които служели за настаняване на пътниците и търговците от керваните. Оборът за добитъка е бил разположен в източната страна на хана. Частта на чаршията около хана е наричана Капан чаршия, а чешмата пред неговия вход - Капан чешма. След земетресението от 1963 г. ханът е реставриран цялостно през 1971-1973 г. Днес в него са разположени магазини, ресторанти и занаятчийски дюкяни.